# Scalmicauda melasema
Scalmicauda melasema är en fjärilsart som beskrevs av Sergius G. Kiriakoff 1959. Scalmicauda melasema ingår i släktet Scalmicauda och familjen tandspinnare. Inga underarter finns listade.